# 地球の太陽面通過 (木星)
木星における地球の太陽面通過（ちきゅうのたいようめんつうか）とは、木星と太陽のちょうど間に地球が入り、太陽面を通過する天文現象である。

## 概要
木星で地球の太陽面通過が起こるのは、紀元前125000年から125000年の25万年間で23635回である。前回は2014年1月5日、次回は2026年1月10日に起こる。
木星における地球の太陽面通過は、約6.5年に1回発生する。ただし、太陽面を通らない事があるため、時々約12年、約29.5年、約41.5年の期間がある。ずれが半年分のため、発生する月は決まってくる。現在は6月後半から7月前半と、12月後半から1月前半に発生する。この周期は少しずつずれており、例えば1587年1月1日より前は6月と12月、2814年6月30日より後は1月と7月にしか発生しなくなる。

## 太陽面通過の起こる日
日付は最大食の日付(UTC)。
| 年月日         | 最大食 |
| -------------- | ------ |
| 1984年6月29日  | 16:04  |
| 1989年12月27日 | 13:55  |
| 1996年7月4日   | 11:31  |
| 2002年1月1日   | 05:45  |
| 2008年7月9日   | 07:26  |
| 2014年1月5日   | 20:52  |
| 2026年1月10日  | 08:24  |
| 2055年6月24日  | 19:26  |
| 2067年6月29日  | 12:14  |
| 2072年12月26日 | 17:31  |

## 月の太陽面通過
地球の衛星である月は、地球とあまり離れていない距離にあるため、地球の太陽面通過が起こる時には、月の太陽面通過も同時に起こっている場合がほとんどである。しかし稀ではあるが、地球のみ、あるいは月のみが太陽面通過を起こし、もう片方が太陽面通過を起こさない場合がある。地球のみ太陽面通過が起こったのは、前回は1384年12月8日、次回は2570年12月28日である。月のみ太陽面通過が起こったのは、前回は1432年12月26日、次回は2816年7月13日である。

## 同時太陽面通過
- 地球の太陽面通過および月の太陽面通過が、水星の太陽面通過と同時に起こることはあるが、極めて稀である。前回は紀元前78303年9月25日、次回は23250年1月14日である。
  - 23576年7月17日の太陽面通過はさらに稀な現象として、水星と地球のみが太陽面通過を起こし、月は太陽面通過を起こさない。
  - 26571年2月20日の太陽面通過はさらに稀な現象として、水星と月のみが太陽面通過を起こし、地球は太陽面通過を起こさない。
- 地球の太陽面通過および月の太陽面通過が、金星の太陽面通過と同時に起こることはあるが、極めて稀である。前回は紀元前13193年11月9日、次回は37807年10月26日である。
  - 26297年1月6日の太陽面通過はさらに稀な現象として、金星と地球のみが太陽面通過を起こし、月は太陽面通過を起こさない。
  - 36811年10月24日の太陽面通過はさらに稀な現象として、金星と月のみが太陽面通過を起こし、地球は太陽面通過を起こさない。

## その他
1586年12月31日に始める地球の太陽面通過は多少特殊である。先に月が太陽面通過を起こし、23時45分に最大食を迎える（最小角0.0226度）。後に太陽面通過を起こす地球は、年が明けた3時21分に最大食を迎える（最小角0.0218度）。